# Albert Houtin
Albert Houtin (La Flèche, 4 ottobre 1867 – Parigi, 29 luglio 1926) è stato un religioso e teologo francese, scomunicato per le sue concezioni moderniste.

## Biografia
Studiò nel seminario di Angers, e divenne novizio benedettino dell'abbazia di Solesmes e prete della diocesi di Angers nel 1901. Professore di storia nel seminario, condusse ricerche sull'origine della diocesi e sul suo primo vescovo, san Renato, che gli procurarono difficoltà nei rapporti con il proprio vescovo, per la natura revisionistica del cattolicesimo, in senso modernista, dei suoi studi.
Amico di Alfred Loisy, scrisse numerose opere sul cattolicesimo. Nel 1909 fu scomunicato e, qualche anno dopo, divenne direttore del Musée pédagogique di Parigi.
Il nipote Louis Courtois ebbe parte attiva nella Resistenza francese durante l'occupazione tedesca.

## Opere
- L'Americanisme, Paris 1904